# Silvi Jan
Silvi Jan (en hebreo: סילבי ז'אן‎; Netanya, Israel; 27 de octubre de 1973) es una exfutbolista israelí que jugaba como delantera. Fue internacional con la selección de Israel durante 10 años, de 1997 a 2007, y es la máxima goleadora histórica de su selección con 29 tantos. Con 1.010 goles en su haber, es considerada como la mejor futbolista israelí de todos los tiempos.
El 27 de enero de 2004, Jan anotó 15 goles en un solo partido, en la victoria del Maccabi Holon 50 a 0 ante el Urbani Ariel.

## Trayectoria
Jan jugó fútbol escolar en Netanya y formó parte del equipo de fútbol masculino de la escuela Shorashim. Al no haber una liga femenina en Israel, Jan buscó un equipo activo en Europa y finalmente firmó con el Kolbotn Fotball de Noruega. En 1999, con la creación de la Liga de Mujeres de Israel (Ligat Nashim), Jan regresó a su país y firmó con el Hapoel Tel Aviv.
En el Hapoel jugó durante cuatro temporadas, ganando la liga y la copa en 2000-01. Después de que Hapoel Tel Aviv se disolviera en 2002, Jan firmó con el Maccabi Holon, donde jugó hasta su retiro en 2007. Con el equipo, ganó la liga 4 veces y la copa 5 veces.
En enero de 2009, Jan volvió de su retiro y se unió al ASA Tel Aviv University SC. El 21 de febrero de 2012, en un partido de liga contra su ex club, el Maccabi Holon, anotó su gol número 1.000 contando todos sus goles en clubes y selecciones nacionales. Jan jugó en ASA Tel Aviv hasta su retiro en mayo de 2012, conquistando tres campeonatos y dos copas. Marcó un total de 1.010 goles en todas las competiciones.

## Selección nacional
Silvi Jan fue delantera de la selección de Israel durante 10 años, participó en 23 partidos y marcó 29 goles. Tuvo su debut contra Rumanía el 2 de noviembre de 1997 y marcó su primer gol contra Bosnia y Herzegovina el 8 de abril de 2008, uno de los cuatro que marcó ese día.
Su último gol internacional también lo marcó contra Bosnia y Herzegovina, en un partido disputado el 23 de noviembre de 2006, en el que Israel ganó 5-2. Jan hizo su última aparición internacional contra Polonia el 10 de mayo de 2007.

## Estadísticas

### Clubes
| Club                    | País    | Año         |
| ----------------------- | ------- | ----------- |
| Kolbotn Fotball         | Noruega | 1995 - 1999 |
| Hapoel Tel Aviv         | Israel  | 1999 - 2002 |
| Maccabi Holon           | Israel  | 2002 - 2007 |
| ASA Tel Aviv University | Israel  | 2009 - 2012 |

## Palmarés

### Títulos nacionales
| Título                | Club                    | País   | Año     |
| --------------------- | ----------------------- | ------ | ------- |
| Ligat Nashim          | Hapoel Tel Aviv         | Israel | 2000-01 |
| Copa Femenina Israelí | Hapoel Tel Aviv         | Israel | 2000-01 |
| Ligat Nashim          | Maccabi Holon           | Israel | 2002-03 |
| Copa Femenina Israelí | Maccabi Holon           | Israel | 2002-03 |
| Copa Femenina Israelí | Maccabi Holon           | Israel | 2003-04 |
| Ligat Nashim          | Maccabi Holon           | Israel | 2004-05 |
| Copa Femenina Israelí | Maccabi Holon           | Israel | 2004-05 |
| Ligat Nashim          | Maccabi Holon           | Israel | 2005-06 |
| Copa Femenina Israelí | Maccabi Holon           | Israel | 2005-06 |
| Ligat Nashim          | Maccabi Holon           | Israel | 2006-07 |
| Copa Femenina Israelí | Maccabi Holon           | Israel | 2006-07 |
| Ligat Nashim          | ASA Tel Aviv University | Israel | 2009-10 |
| Ligat Nashim          | ASA Tel Aviv University | Israel | 2010-11 |
| Copa Femenina Israelí | ASA Tel Aviv University | Israel | 2010-11 |
| Ligat Nashim          | ASA Tel Aviv University | Israel | 2011-12 |
| Copa Femenina Israelí | ASA Tel Aviv University | Israel | 2011-12 |

### Distinciones individuales
| Distinción                   | Año     |
| ---------------------------- | ------- |
| Goleadora de la Ligat Nashim | 1999-00 |
| Goleadora de la Copa Israelí | 1999-00 |
| Goleadora de la Copa Israelí | 2000-01 |
| Goleadora de la Ligat Nashim | 2006-07 |
| Goleadora de la Copa Israelí | 2006-07 |
| Goleadora de la Ligat Nashim | 2009-10 |
| Goleadora de la Ligat Nashim | 2010-11 |
| Goleadora de la Ligat Nashim | 2011-12 |
| Goleadora de la Copa Israelí | 2011-12 |

## Vida personal
Jan se declaró lesbiana en diciembre de 2017. Se comprometió con su pareja en noviembre del año siguiente.
En septiembre de 2018, le diagnosticaron artritis reumatoide.